# Edificiul roman cu mozaic din Constanța
Edificiul roman cu mozaic din Constanța este un muzeu județean din Constanța, amplasat în Piața Ovidiu nr. 12 și descoperit în timpul lucrărilor întreprinse în anul 1959 în centrul istoric al Constanței. Este înregistrat ca monument istoric (cod LMI CT-I-m-A-02553.05) și adăpostit de o hală modernă de expunere.

## Descriere
Edificiul, cu aproape 2.000 m pătrați de mozaic, înălțat în secolul al IV-lea e.n., probabil sub domnia împăratului Constantin cel Mare, în locul unor edificii portuare anterioare, a fost reparat în diverse etape până la începutul secolului al VII-lea, când își încheie existența odată cu părăsirea cetății antice Tomis, în urma marilor năvăliri.

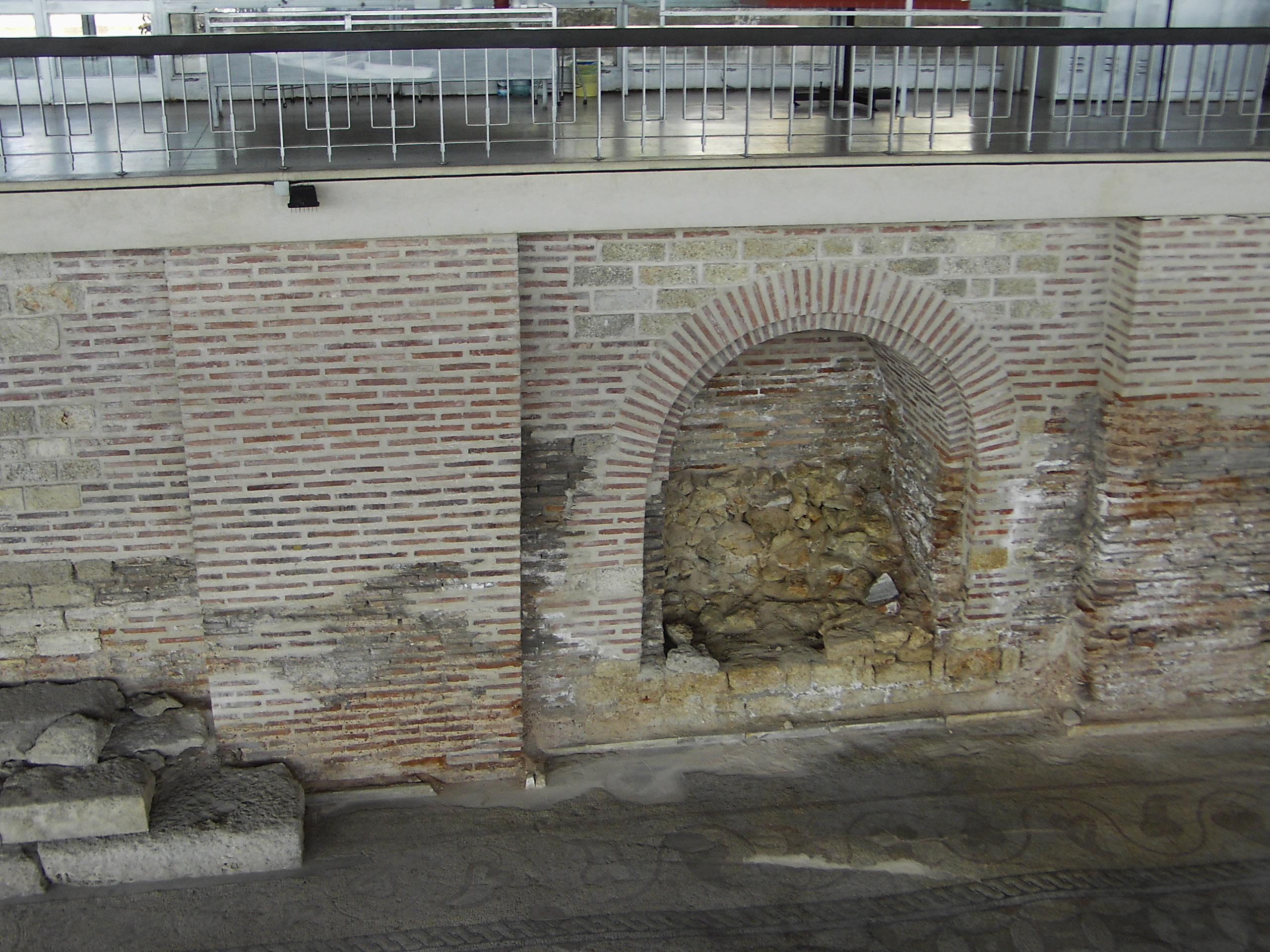
Un aspect al edificiului

Situat pe faleza de vest, deasupra portului modern, edificiul cuprindea trei terase și făcea legătura între nivelul orașului și cel al portului antic. Terasa A reprezintă nivelul de locuire antic. Hala cu paviment de mozaic, de 100m lungime și 20 m lățime, avea o suprafață inițială de 2.000 m pătrați, acoperită probabil, în Antichitate, cu o mare boltă sprijinită de stâlpi, și se află pe terasa B. Din această hală, se mai păstrează o parte din peretele lung, unul dintre pereții laterali și mai ales o porțiune de 850 mp. din paviment, suficient pentru a deduce cum arăta marea construcție portuară. Primul prezintă o ordonanță de arcade deschise înspre mare, fiind acoperit în întregime cu un placaj de marmură albă și policromă. Coloanele arcadelor erau decorate cu frumoase capiteluri decorate cu frunze de acantă și cu figuri zoomorfe sau antropomorfe în centru.
Terasa C constituie nivelul încăperilor-magazii (11 încăperi cu tavan boltit). La același nivel, în continuarea edificiului, se află o serie de încăperi care au servit drept ateliere. Terasa D reprezintă nivelul altor magazii pentru depozitarea mărfurilor, aflate chiar în fața cheiurilor portului antic. Se află în prezent sub nivelul mării. Legătura între terase se făcea printr-o scară cu trepte largi și înalte din calcar.
Amenajările muzeistice adăpostesc colecții de mărfuri și utilaje de pe corăbii, găsite în magaziile edificiului : ancore, lingouri, greutăți, amfore cu vopsele și rășini, statuete, colecții de opaițe, placaje de marmură, mozaic policrom, capete de pilastru. În fostele magazii sunt expuse monumentele epigrafice descoperite în diferite centre din Dobrogea.

## Sursă
- Adrian Rădulescu, Stoica Lascu, Puiu Hașotti, Ghid de oraș - Constanța, Editura Sport-Turism, București, 1985